# سوسنیان
سوسنیان (Liliaceae) یا تیرهٔ سوسن نام تیره ای از گیاهان است. این تیره بیش از ۶۰۰ گونه دارد. بیشتر گیاهان این خانواده به عنوان گیاهان زینتی کشت و پرورش داده می‌شوند.
برخی از گیاهان این تیره عبارت‌اند از:
- سوسن (Lilium)
- سوسن سفید (چلچراغ) (Ledrballu Lilium)
- لاله
- لاله واژگون (Fritillaria)

## نگارخانه

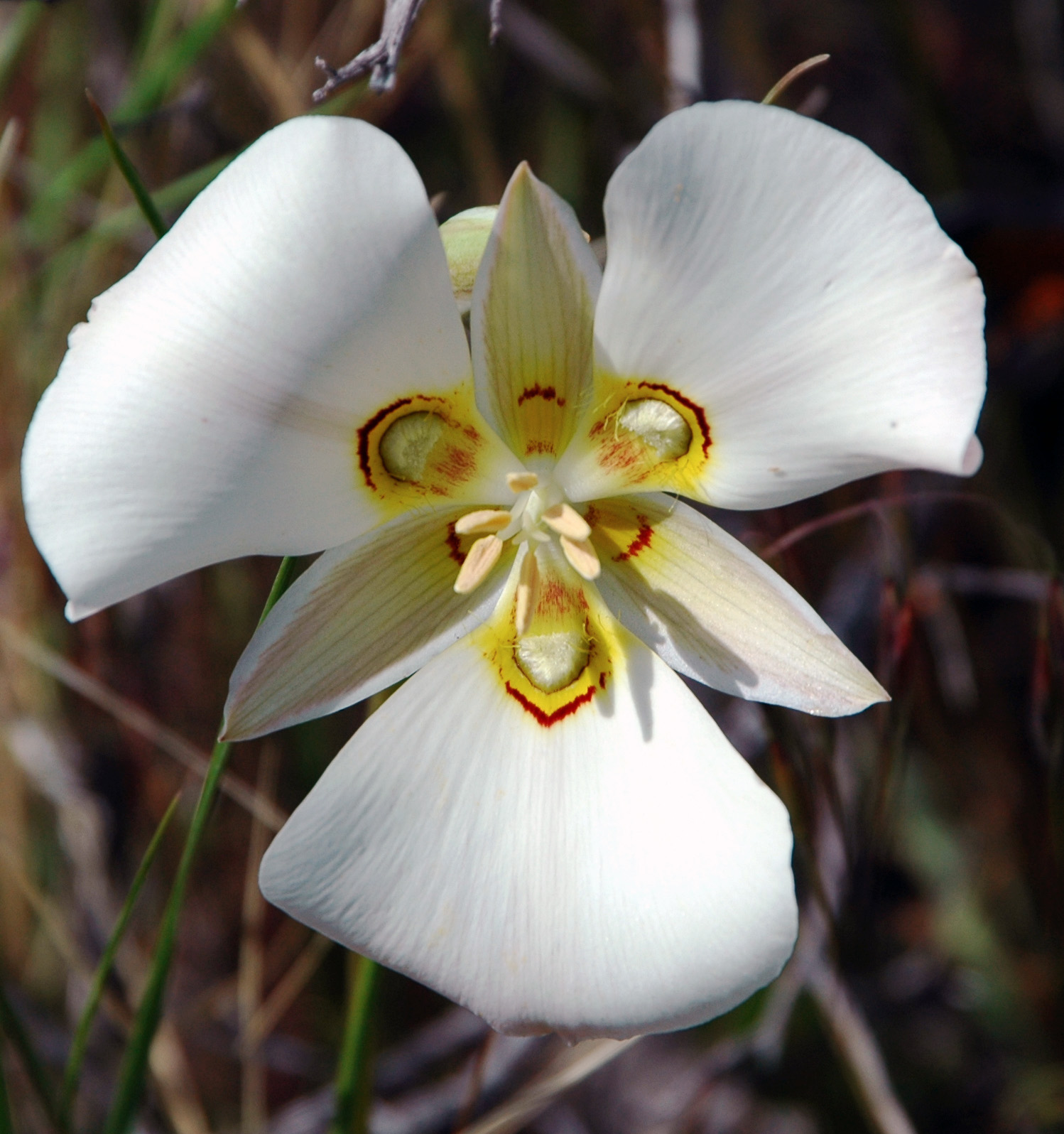
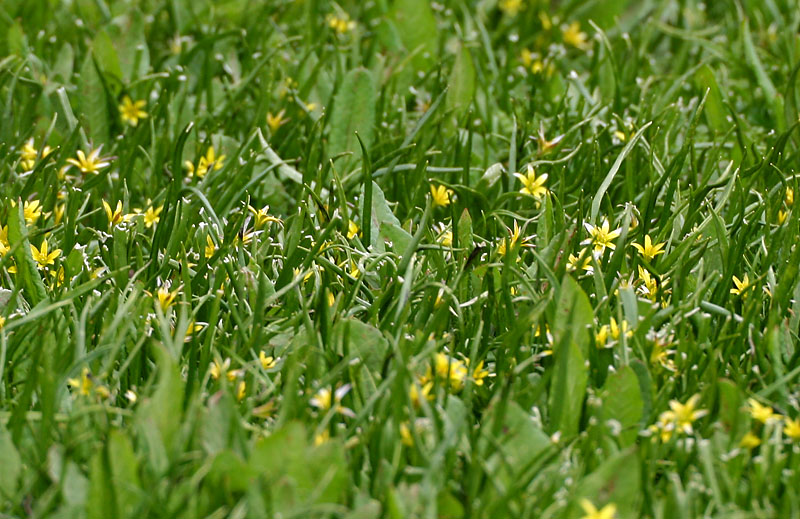